# Fissidens diaphanus
Fissidens diaphanus är en bladmossart som beskrevs av Maurice Bizot 1971-72 [1973. Fissidens diaphanus ingår i släktet fickmossor, och familjen Fissidentaceae. Inga underarter finns listade i Catalogue of Life.